# Pablo Capuz

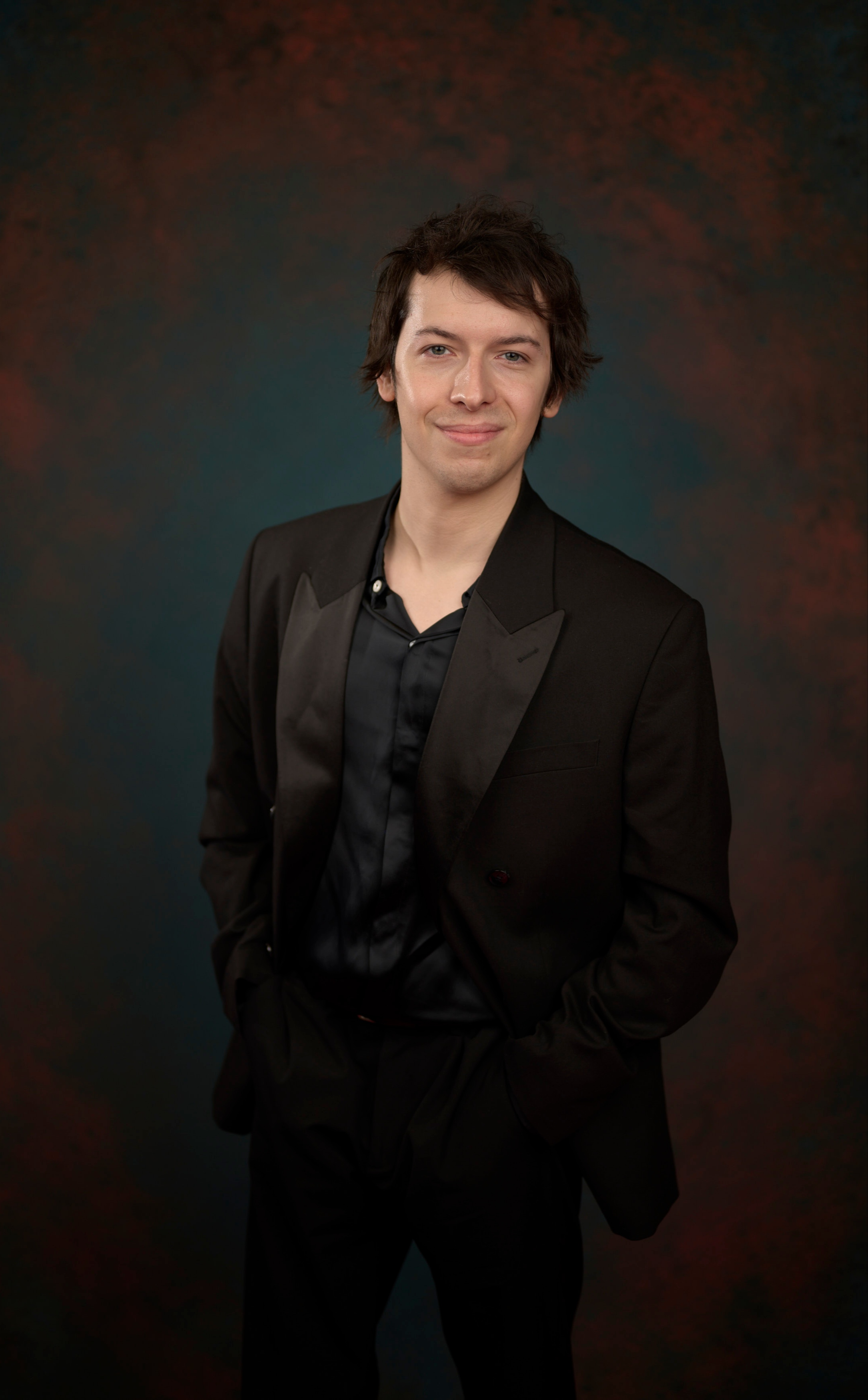
Pablo Capuz en los Premios Feroz 2025

Pablo Capuz (Barcelona) es un actor de cine, teatro y televisión conocido, entre otros papeles, por interpretar el personaje de Rai en las dos temporadas de la serie “«Merlí: Sapere aude» de Movistar+ y por interpretar a Manuel Ruiz en la miniserie chilena «Los mil días de Allende » de TVN.

## Biografía
Nacido en Barcelona, de pequeño participó en varias obras de teatro de su escuela, pero no empezó a tomárselo en serio hasta el bachillerato. Mientras estudiaba primero de medicina participó en un casting, el primero de su vida, que le valdría un pequeño papel en la película Los últimos días (2013) dirigida por los hermanos Àlex y David Pastor. A partir de ese momento, comenzó a estudiar en la prestigiosa escuela de actores de Nancy Tuñón i Jordi Oliver, donde se graduó en 2017. Durante esos años trabajó en sus primeras películas: De la ley a la ley (2017) protagonizada por Gonzalo de Castro y dirigida por Sílvia Quer, y «Maniac tales» (2017), película en habla inglesa y producción española protagonizada por Enrique Arce estrenada en la Sección Oficial del Festival de Málaga. Ha participado en varios cortometrajes, entre ellos «Desabotonar» (2019) dirigido por David S. Murga.
En 2019, fue seleccionado para la serie Merlí: Sapere Aude de Movistar+ interpretando el personaje de Rai, un joven estudiante de la carrera de filosofía, de familia acomodada, frío, arrogante y con poca inteligencia emocional. La primera temporada fue estrenada el 5 de diciembre de 2019 y fue nominada como Mejor Ficción en los Premios Iris de 2020. El 2 de abril de 2021, se estrenó la segunda temporada. Su creador, Héctor Lozano, confirmó que la segunda temporada sería el desenlace de la serie. Ambas temporadas se estrenaron posteriormente en TV3 y Netflix. 
En 2022, estrena su primera serie internacional en habla inglesa In from the cold («El regreso de la espía») en Netflix, un thriller de espionaje de Adam Glass, productor de «Mentes criminales», con un cast ruso, americano, británico y español. El reparto liderado por Margarita Levieva, lo completaban Cillian O'Sullivan, Charles Brice, Alyona Khmelnitskaya, Luis Callejo, José Luis García Pérez y Mabel del Pozo, entre otros. La serie se colocó como la segunda más vista en Netflix en todo el mundo nada más estrenarse.
En 2023, viaja a Santiago de Chile para coprotagonizar, junto a Alfredo Castro, Los mil días de Allende, una miniserie de televisión chilena de coproducción chileno-española-argentina. Estrenada por Riivi el 1 de septiembre de 2023, y por Televisión Nacional de Chile el 7 de septiembre. La serie narra la historia de los tres años de gobierno de la Unidad Popular, encabezado por Salvador Allende Gossens, a través de su asesor político Manuel Ruiz, personaje inspirado en Joan Garcés y que interpreta Capuz. El reparto de la serie lo completan: Aline Kuppenheim, Francisca Gavilán, Néstor Cantillana, Susana Hidalgo, Daniel Alcaíno, y Benjamín Vicuña, entre otros. La serie fue presentada en la 71.ª edición del Festival Internacional de Cine de San Sebastián con su posterior estreno español en rtve el 21 de febrero de 2024. La serie fue nominada a Mejor Miniserie Cinematográfica Iberoamericana en la XI edición de los Premios Platino.
En septiembre de 2024 la plataforma SkyShowtime anuncia que ha rodado Mamen Mayo su primera serie española protagonizada por Sílvia Abril, Pablo Capuz, Mona Martínez y Clara Sans; en el reparto también destacan, entre otros, Óscar de la Fuente,Francisco Reyes y Javier Pereira. La serie creada por Eduard Sola, que ejerce de showrunner junto a Miguel Ángel Faura se estrenó el 18 de noviembre de 2024 y fue nominada a Mejor Serie de Comedia en los XII Premios Feroz.
Capuz, habla castellano, catalán, inglés y tiene nociones de francés.

## Filmografía

### Cine
| Año  | Título              | Personaje          | Director                                                                    | Notas        |
| ---- | ------------------- | ------------------ | --------------------------------------------------------------------------- | ------------ |
| 2013 | Los últimos días    | Asesino encubierto | Àlex y David Pastor                                                         | Película     |
| 2017 | Maniac tales        | Dan                | Kike Mesa, Enrique García, Rodrigo Sancho, Denise Castro y Abdelatif Hwidar | Película     |
| 2018 | Moros en la costa   | Ángel              | Damià Serra                                                                 | Cortometraje |
| 2019 | Preludi             | Víctor             | Adrià Guxens                                                                | Cortometraje |
| 2019 | Desabotonar         | Jorge              | David S. Murga                                                              | Cortometraje |
| 2019 | Before the eruption | Em                 | Roberto Pérez Toledo                                                        | Cortometraje |
| 2023 | Muñeca              | Tomás              | Carlos González                                                             | Cortometraje |

### Televisión
| Año       | Título                         | Personaje                  | Canal       | Episodios    |
| --------- | ------------------------------ | -------------------------- | ----------- | ------------ |
| 2016      | Ebre, del bressol a la batalla | Soldado                    | TV3         | Telefilm     |
| 2017      | De la ley a la ley             | Fernando Fernández-Miranda | TVE         | Telefilm     |
| 2018      | Com si fos ahir                | Aleix                      | TV3         | 3 episodios  |
| 2018/2019 | Centro médico                  | Borja Ivars / Lucas Pérez  | TVE         | 2 episodios  |
| 2019-2021 | Merlí: Sapere aude             | Rai                        | Movistar+   | 16 episodios |
| 2022      | In from the cold               | Diego Santos               | Netflix     | 5 episodios  |
| 2023      | Los mil días de Allende        | Manuel Ruiz                | TVN         | 4 episodios  |
| 2024      | Mamen Mayo                     | David Faura                | SkyShowtime | 8 episodios  |

## Teatro
| Año       | Título                                  | Personaje                                | Director         | Teatro                               |
| --------- | --------------------------------------- | ---------------------------------------- | ---------------- | ------------------------------------ |
| 2015-2016 | Un musical innominable (musical)        | Cedric Diggory, Quirrell y Severus Snape | María Schiaffino | Teatreneu                            |
| 2016      | Hikikomori                              | Hikari                                   | Pere Vàzquez     | Stage Door Teatre                    |
| 2017      | Red                                     | Ken                                      | Pere Vàzquez     | Stage Door Teatre                    |
| 2017-2018 | Ningú et va dir que fos fàcil (musical) | Darío                                    | Gerard Nicasi    | Jove Teatre Regina                   |
| 2017-2018 | La paradoxa del Protágores              | Avetló                                   | Jordi Manau      | Teatre del Raval y gira por Cataluña |
| 2018      | La visita inesperada                    | Jan                                      | Pau Guix         | Teatre del Raval                     |
| 2019      | Anònims                                 | Secuestrador                             | Jordi Manau      | Sala Barts                           |
| 2019      | El despertar de la primavera (musical)  | Hanschen                                 | Marc Vilavella   | Teatre Victòria                      |
| 2021-2022 | La Pols                                 | Jacob                                    | Pere Vàzquez     | Stage Door Teatre                    |

## Podcasts
| Año  | Título             | Personaje   | Producción                                             | Episodios |
| ---- | ------------------ | ----------- | ------------------------------------------------------ | --------- |
| 2023 | Historias de Golpe | Joan Alsina | Museo de la Memoria y los Derechos Humanos y ADN Radio | 1         |